# Den Hoorn (Hollande-Méridionale)
Pour les articles homonymes, voir Hoorn (homonymie).

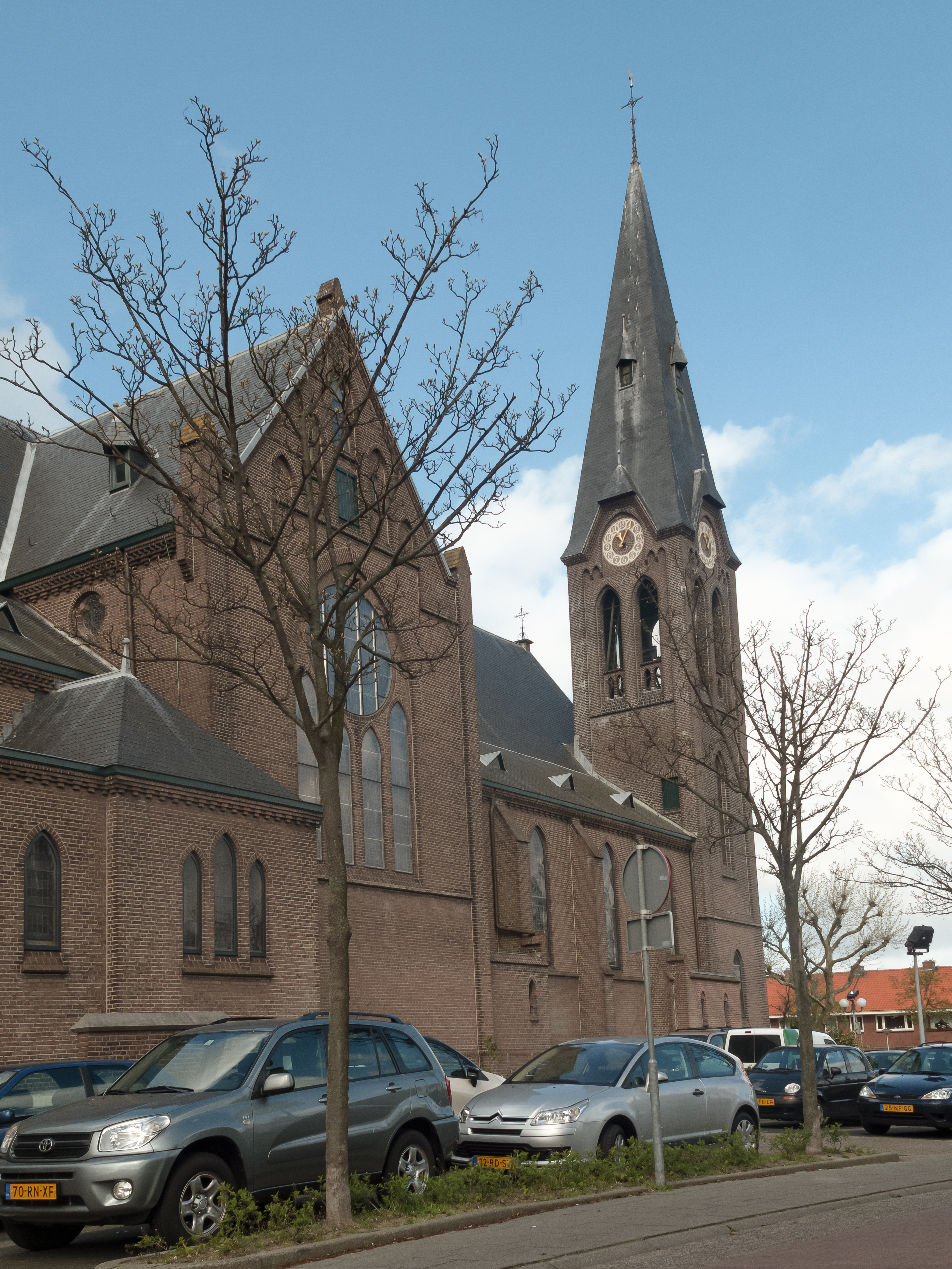
Den Hoorn, église: de Sint Antonius-en Corneliuskerk

Den Hoorn est un village situé dans la commune néerlandaise de Midden-Delfland, dans la province de la Hollande-Méridionale. Le 1er janvier 2009, le village comptait 6 644 habitants.
Jusqu'en 1921, Den Hoorn faisait partie de la commune de Hof van Delft.